# Guitar Hero: Van Halen
Guitar Hero: Van Halen é um jogo da série Guitar Hero lançado em 2009, focado na banda norte americana Van Halen. É o terceiro jogo da série a ser dedicado a uma banda, e todos os que os norte-americanos que compraram Guitar Hero V na pré-venda tiveram direito a receber cópias. O jogo centra na formação do quarteto à época, David Lee Roth, Eddie Van Halen, Alex Van Halen e Wolfgang Van Halen.

## Músicas
As canções a seguir foram confirmadas para o jogo
| Song title                     | Artist                  |
| ------------------------------ | ----------------------- |
| "Ain't Talkin' 'Bout Love"     | Van Halen               |
| "And the Cradle Will Rock..."  | Van Halen               |
| "Atomic Punk"                  | Van Halen               |
| "Beautiful Girls"              | Van Halen               |
| "Best of You"                  | Foo Fighters            |
| "Cathedral" (solo)             | Van Halen               |
| "Come to Life"                 | Alter Bridge            |
| "Dance the Night Away"         | Van Halen               |
| "Dope Nose"                    | Weezer                  |
| "Double Vision"                | Foreigner               |
| "The End of Heartache"         | Killswitch Engage       |
| "Eruption" (solo)              | Van Halen               |
| "Everybody Wants Some!!"       | Van Halen               |
| "Feel Your Love Tonight"       | Van Halen               |
| "First Date"                   | Blink-182               |
| "Hang ‘Em High"                | Van Halen               |
| "Hear About It Later"          | Van Halen               |
| "Hot for Teacher"              | Van Halen               |
| "Ice Cream Man"                | Van Halen               |
| "I'm the One"                  | Van Halen               |
| "I Want It All"                | Queen                   |
| "Jamie's Cryin'"               | Van Halen               |
| "Jump"                         | Van Halen               |
| "Little Guitars"               | Van Halen               |
| "Loss of Control"              | Van Halen               |
| "Master Exploder"              | Tenacious D             |
| "Mean Street"                  | Van Halen               |
| "Pretty Woman"                 | Van Halen               |
| "Pain"                         | Jimmy Eat World         |
| "Painkiller"                   | Judas Priest            |
| "Panama"                       | Van Halen               |
| "Pretty Fly (for a White Guy)" | The Offspring           |
| "Rock and Roll Is Dead"        | Lenny Kravitz           |
| "Romeo Delight"                | Van Halen               |
| "Runnin' with the Devil"       | Van Halen               |
| "Safe European Home"           | The Clash               |
| "Semi-Charmed Life"            | Third Eye Blind         |
| "Sick, Sick, Sick"             | Queens of the Stone Age |
| "So This Is Love?"             | Van Halen               |
| "Somebody Get Me a Doctor"     | Van Halen               |
| "Space Truckin'"               | Deep Purple             |
| "Spanish Fly" (solo)           | Van Halen               |
| "Stacy's Mom"                  | Fountains of Wayne      |
| "The Takedown"                 | Yellowcard              |
| "Unchained"                    | Van Halen               |
| "White Wedding"                | Billy Idol              |
| "You Really Got Me"            | Van Halen               |